# اقتصاد منزلي

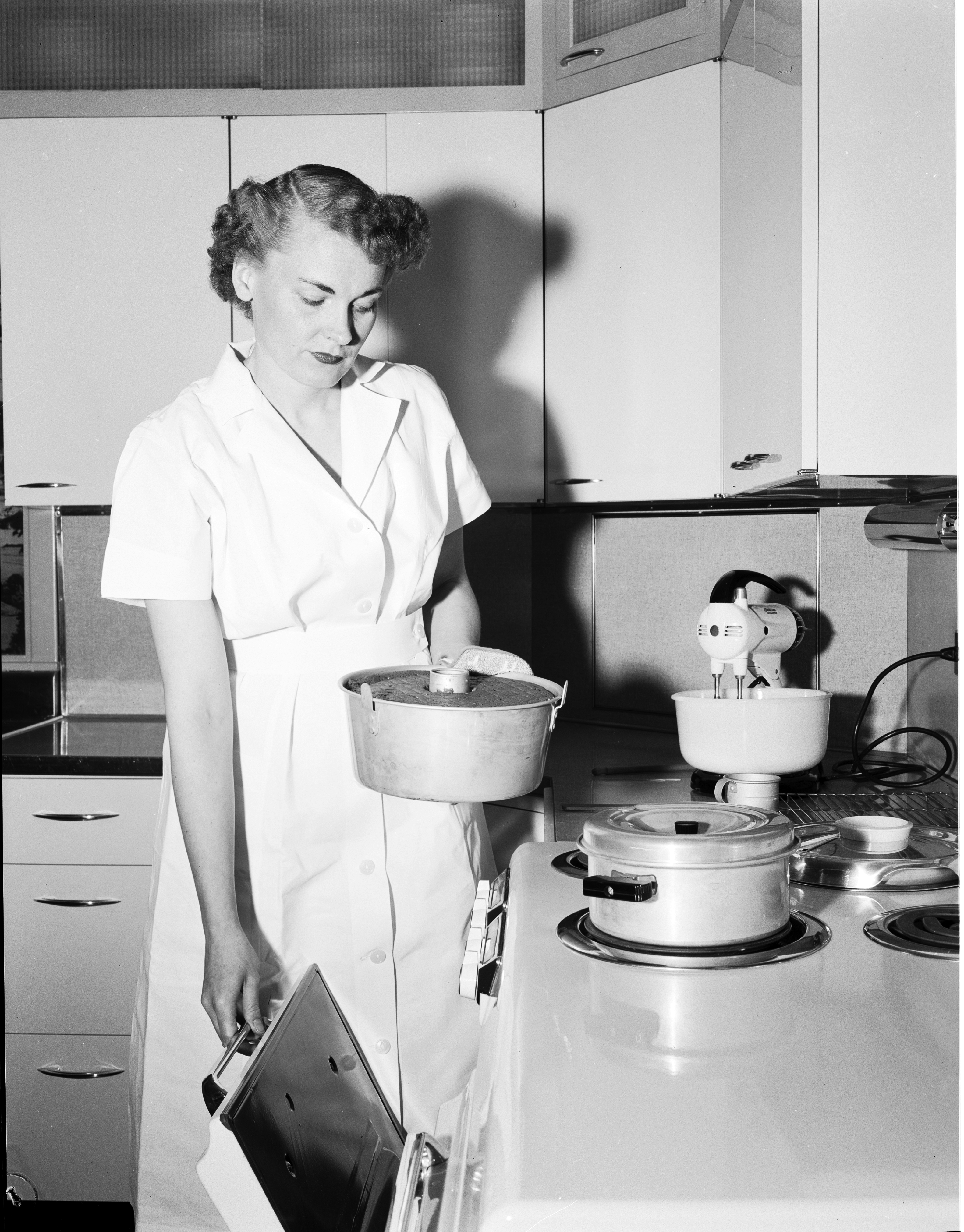

الاقتصاد المنزلي ويسمى أيضا العلوم المنزلية (بالإنجليزية: home economics)‏ وهو علم لإدارة وتدبير شؤون المنزل، من تقييم الحاجيات الضرورية لإستهلاك أهل المنزل، ومقدار المصروفات اللازمة خلال وقت معلوم، وتوفير حاجيات ومتطلبات المنزل في حدود الزمن والموارد المتاحة لربة البيت، وعموما يشمل الاقتصاد المنزلي تدريب الأطفال على حسن الاستهلاك وعدم التبذير، في الملبس والمأكل.
ويندرج ضمن مفهوم الاقتصاد المنزلي مفهوم ميزانية العائلة الإستهلاكية، (Family Budget)، وهي عبارة عن التوازن بين الدخول النقدية والعينية للعائلة، ومصروفاتها مع بيان مصادر الدخل وبنود المصروفات بالتفصيل، وميزانية العائلة ذات أهمية بالغة فهي تساعد إلى حد كبير في التحقق بدقة عن مستوى معيشة الأفراد وتعطي الأساس لكل نوع من أنواع حسابات التخطيط.
ويمكن إعداد ميزانية العائلة بطريقتين، الأولى: أن تملأ بطاقات الميزانية بواسطة التسجيل اليومي من قبل رب العائلة، أو أفراد الأسرة ضمن نطاق البحث، ويراجع هذه المعلومات بدقة من وقت لآخر مرشد أو رقيب يقوم بزيارة الأسرة لجمع المعلومات المدونة في نهاية كل شهر.
والطريقة الثانية تتلخص بان يقوم الباحث أو المرشد الأجتماعي بملأ البيانات الخاصة بميزانية الأسرة على أساس استجواب رب العائلة فيما يتعلق بمصادر دخله.

## في المناهج الدراسية
ولأهمية الاقتصاد المنزلي توفر المدارس الحكومية في مصر وبعض البلدان العربية حصة مدرسية باسم مادة الاقتصاد المنزلى.
وبالرغم من تعدد مفاهيم وأهمية الاقتصاد المنزلى الا انه في المدراس الحكومية المصرية لا يهتمون سوى بتدريس الفتيات الطبخ ومحاولة تعليمهم التطريز والخياطة.